# موانع الإرث
موانع الإرث في فقه المواريث هي: التي تمنع الشخص من الحصول على الإرث، بمعنى: حجب الشخص من الميراث بسبب الوصف القائم به. وموانع الإرث المتفق عليها ثلاثة وهي: الرق والقتل واختلاف الدين.

## موانع الإرث
موانع الإرث في الإسلام، هي: التي يمتنع بسببها إرث الشخص من مورثه، ويقصد بها في فقه المواريث منع مستحق الإرث من الحصول على الإرث بسبب وجود الوصف القائم بالشخص مثل كونه قاتلا لمورثه، أو مرتدا. وهذا النوع من المنع يسمى: «حجبا بالوصف» لأن سبب الحجب من الميراث؛ يكون بسبب وجود وصف يمنعه من الإرث، بحيث أنه يستحق إذا لم يوجد هذا المانع. ويختص هذا النوع من الحجب بكونه منعا بالكلية، أي: من جميع الميراث. وموانع الإرث المتفق عليها ثلاثة وهي:
1. الرق؛ بمعنى: العبودية وهي: «عجز حكمي سببه الكفر» فالرقيق لا يرث لأنه حال العبودية مملوك.
2. القتل؛ وهو: «إزهاق الروح» ويكون مانعا من موانع الإرث، لقول رسول الله محمد ﷺ:«ليس للقاتل من مال المقتول شيء»
3. اختلاف الدين؛ فلا يرث المسلم الكافر ولا الكافر المسلم.

## أقسام الحجب
ينقسم الحجب في فقه المواريث إلى:
1. حجب بالوصف وهو: حجب الشخص من الميراث بالكلية، لوجود الوصف المانع من الإرث، وهو أحد الموانع الثلاثة السابقة، المذكورة بعنوان: «موانع الإرث».
2. حجب بالشخص وهو: حجب الشخص من الميراث بسبب وجود شخص آخر يحجبه، ويذكر تفصيله في: باب الحجب وهو قسمان:
  1. حجب نقصان
  2. حجب حرمان